# Ида (Нагано)
Ида (јап. 飯田市) град је у Јапану у префектури Нагано. Према попису становништва из 2005. у граду је живело 108.624 становника.

## Становништво
Према подацима са пописа, у граду је 2005. године живело 108.624 становника.
| 1995.   | 2000.   | 2005.   |
| ------- | ------- | ------- |
| 110.204 | 110.589 | 108.624 |